# Battaglia di Macta
La battaglia di Macta o battaglia della Macta venne combattuta il 28 giugno 1835 tra le forze francesi al comando del generale Camille Alphonse Trézel e una coalizione di tribù berbere algerine al comando dell'emiro Abd el-Kader nel corso della conquista francese dell'Algeria.
La colonna francese, che in precedenza aveva combattuto una sanguinosa ma inconcludente battaglia con le forze di Abdul-Qadir, stava ritirandosi verso Arzew per rifornirsi quando Abd el-Kader attaccò verso le rive del fiume Macta nell'attuale Algeria nord-occidentale. I francesi si dettero alla corsa verso Arzew in modo disorganizzato. Gli algerini, con furia veemente, uccisero molti soldati francesi, li decapitarono e ne posero le teste a formare delle piramidi.
Il disastro di questa sconfitta portò ad un richiamo in Francia di Trézel e del conte d'Erlon, primo governatore generale militare dei possedimenti francesi in Africa, ed aiutò Abd el-Kader ad ottener ancora maggiore influenza sulle tribù algerine.